# Hôtel Tanqueray de la Montbrière
L'hôtel Tanqueray de la Montbrière est un monument situé à Coutances, en France.

## Localisation
Le monument est situé dans le département français de la Manche, sur la commune de Coutances, 2 à 4 rue du Palais-de-Justice.

## Historique
L'édifice est daté du XVIIe siècle. 
Le logis, dont les deux ailes latérales, ainsi que l'ensemble des décors intérieurs, la cour d'honneur et le jardin sont inscrits au titre des monuments historiques depuis le 21 juin 1992.